# Miles Mogulescu
Miles V. Mogulescu (* 1947) ist ein US-amerikanischer Filmproduzent sowie Anwalt und Manager, der überwiegend in der Filmindustrie tätig ist.

## Leben

### Familie
Miles Mogulescus Eltern waren Maurice Mogulescu (1907–1988), Mitinhaber eines Kunstgeschäfts, und Barbara Mogulescu (geb. Klitzman, 1914–2012), eine an der New York University tätige Soziologin. 1981 heiratete Mogulescu die Choreografin Lisbeth Davidow im Village Temple in New York.

### Ausbildung und Karriere
Mogulescu studierte an der University of Chicago, wo er den Bachelor erlangte. Er schloss seine Studien mit dem akademischen Grad Juris Doctor (J.D.) ab. 1985 wurde er als Anwalt zugelassen.
Mogulescu engagiert sich seit seiner Jugend als politischer Aktivist. Nach eigenen Angaben wurde sein Interesse an sozialer Gerechtigkeit im Alter von 12 Jahren geweckt, als er Martin Luther King kennenlernte, für den sein Vater Geld sammelte. An der University of Chicago war Mogulescu Ende der 1960er ein aktives Mitglied der linken Studentenorganisation Students for a Democratic Society (SDS) und beteiligte sich an Protestaktionen. 
1972 wurde Mogulescu von der University of Minnesota als Video Access Coordinator für das Storefront Community Center der West Bank Student Union eingestellt. Er setzte das Medium Film bzw. Video für politische Aufklärung ein und zeichnete unter anderem im Frühjahr 1972 Campus-Demonstrationen gegen die Verminung des Hafens von Hải Phòng auf. 1973 gründete er mit Stephen Kulczycki und Ron McCoy die Organisation University Community Video (UCV, später umbenannt in Intermedia Arts Minnesota), dessen Administrative Coordinator er wurde. UCV strahlte zunächst ein universitätsweites Programm aus und war ab 1974 an der Sendung Communitube beteiligt, die im öffentlichen Fernsehen des Senders KTCA lief. Communitube war als Video-Magazin konzipiert, in dem Einwohner der Region zu Wort kommen konnten, und hatte sowohl kulturell/unterhaltende als auch aktivistische Inhalte. Die Nachfolgesendung Changing Channels, ein wöchentliches alternatives Video-Magazin, wurde bis 1978 ausgestrahlt, gewann mehrere Awards und etablierte UCV als Zentrum der Video-Dokumentation im Mittleren Westen.
1976 produzierte Mogulescu zusammen mit den ebenfalls politisch links eingestellten Filmschaffenden Jim Klein und Julia Reichert den 55-minütigen Schwarz-Weiß-Dokumentarfilm Union Maids (übersetzt „Gewerkschaftsfrauen“). Der Film basiert auf der 1973 von Alice and Staughton Lynd veröffentlichten Oral-History-Publikation Rank and File. Personal Histories of Working-Class Organizers, welche sich mit der amerikanischen Gewerkschaftsbewegung in den 1930ern und 1940ern beschäftigt. Dabei konzentrierte sich Union Maids auf eine Auswahl der interviewten Personen, drei in Chicago aktive Gewerkschafterinnen der CIO. Mogulescu, Klein und Reichert waren als Produzenten des Films bei der Oscarverleihung 1978 in der Kategorie Bester Dokumentarfilm nominiert. Sie gewannen 1977 den Kritikerpreis des Syndicat Français de la Critique de Cinéma et des Films de Télévision im Bereich Bester Kurzfilm.
Nach seiner Zeit bei UCV arbeitete Mogulescu als Manager (Executive in Charge of Business Affairs) für das Unternehmen Propaganda Films und für Edward R. Pressman Films im Bereich Interaktive Medien. Dort wurde er 1994 Executive Vice President und Chief Operating Officer des Tochterunternehmens Content Inc., dessen erster Projekt die Entwicklung eines interaktiven Videospiels war, das auf dem von Pressman produzierten Film The Crow – Die Krähe beruht.
Mogulescu produzierte außerdem unter anderem den TV-Western Montana (für HBO, 1990). In erster Linie ist er als Entertainment Attorney (Anwalt in der Unterhaltungsindustrie) tätig. So arbeitete er Ende der 1990er Jahre als Associate (angestellter Anwalt) für Loeb & Loeb LLP in Century City. An einer Reihe von Filmen war er als Rechtsberater oder Business Affairs Executive beteiligt, zuletzt No Escape (2015) und Whiplash (für Bold Films, 2014).
Seit 2006 schreibt Mogulescu regelmäßig Artikel für die The Huffington Post.

## Filmografie (Auswahl)
- 1976: Union Maids (Dokumentarfilm)
- 1990: Montana (Fernsehfilm)
- 1992: Adventures in Spying